# فريدريك كارل يوليوس شوتس
فريدريك كارل يوليوس شوتس (بالألمانية: Friedrich Karl Julius Schütz)‏ هو مؤرخ وكاتب وصحفي ألماني، ولد في 31 مايو 1779 في هاله في ألمانيا، وتوفي في 5 سبتمبر 1844 في لايبزيغ في ألمانيا.